# Polycysteus-ovariumsyndroom
Polycysteus-ovariumsyndroom (PCOS) of syndroom van Stein-Leventhal is een aantal samenhangende afwijkingen, waarbij vaak (kleine) cysten in de eierstokken aanwezig zijn. De afwijkingen worden waarschijnlijk veroorzaakt door, en/of gaan gepaard met hormonale afwijkingen.
Hierdoor ontwikkelen zich in de eierstokken (ovarium) meerdere (poly) cystes. De eicellen groeien niet of onregelmatig, waardoor er geen of onregelmatig een eisprong optreedt en vrouwen onregelmatig of niet menstrueren. Doordat de eisprong onregelmatig of geheel niet plaatsvindt zijn deze vrouwen verminderd vruchtbaar. Een hormoonbehandeling kan dit verhelpen.
Naar schatting heeft ongeveer tien tot vijftien procent van de vrouwen PCOS. Het komt relatief vaker voor bij Indiase vrouwen en Aboriginals. In Afrika is het veel zeldzamer.

## Pathogenese
De pathofysiologie van PCOS is complex. Een specifieke oorzaak valt niet aan te wijzen. Vele veranderingen in de stofwisseling spelen een rol.
1. Centraal staat de relatieve verhoging van de productie van luteïniserend hormoon door de hypofyse, waardoor de productie van androgenen in de theca cellen van de eierstokken toeneemt. Vervolgens worden in verhoogde mate de androgenen omgezet in androsteendion, wat vervolgens wordt omgezet in testosteron. Dit proces wordt versterkt door insuline.
2. Een enzymdefect in de steroïdenproductie door de eierstokken.
3. Insulineweerstand, draagt bij aan de metabole en reproductieve afwijkingen

## Symptomen
Door een teveel aan testosteron kunnen één of meerdere van de volgende symptomen optreden.
- Onregelmatige menstruatie (minder dan 9 maal per jaar), of geheel uitblijven van de menstruatie
- Onvruchtbaarheid / verminderde vruchtbaarheid (als gevolg van anovulatie)
- Acne, vette huid (seborroe) en vette roos
- Hirsutisme: toegenomen lichaamsbeharing in een mannelijk patroon (bovenlip, kin, rond de tepels, midden op de buik, onderrug, binnenzijde bovenbenen).
- Alopecia androgenetica: haarverlies in een mannelijk patroon (dunner worden op de kruin, "inhammen")
- Cystes (vochtblaasjes) in de eierstokken. Dit zijn ongerijpte eiblaasjes.
- Hogere/verhoogde LDL-cholesterol en/of verlaagde HDL-cholesterol
- Hoge bloeddruk
- Plekken verdikte en donkerbruine/zwarte huid (acanthosis nigricans) in de nek, op de armen, oksels, borsten of dijen
- Zogenaamde skin tags (acrochordon), kleine wratjes of vleesboompjes in de oksels, rond de hals en nek, of in het gezicht
- Angst of depressie als gevolg van uiterlijk of vruchtbaarheidsproblemen

Andere aandoeningen geassocieerd met PCOS: metabole- en cardiovasculaire afwijkingen.
- Overgewicht en obesitas, vooral rond het middel
- Diabetes type 2 of insuline-resistentie
- Hoge bloeddruk
- Hart- en vaatziekten
- Slaapapneu

## Diagnose
Twee van de drie volgende symptomen dienen aanwezig te zijn.
- Oligo- of anovulatie (verminderde of ontbrekende eisprong).
- Hyperandrogenisme: te veel aan lichaamsbeharing, acne, kaalheid, of een te hoog vrij-testosteron gehalte in het bloed. Voor het laatstgenoemde zijn laboratoriumtests beschikbaar.
- De aanwezigheid van meerdere cystes, met behulp van echografie vastgesteld.

Een aantal zaken dient te worden uitgesloten, omdat ze symptomen, zoals die bij PCOS voorkomen, kunnen veroorzaken.
- Congenitale hyperplasie van de bijnier (bijnier produceert te veel hormoon)
- Syndroom van Cushing
- Hyperprolactinemie of prolactinoom
- Primaire hypothyreoïdie (traag werkende schildklier)
- Acromegalie (te veel groeihormoon)
- Premature ovariële functiestoornis
- Obesitas (behoort echter wel tot de mogelijke symptomen van PCOS)
- Viriliserend gezwel (in bijnier of ovarium)
- Geneesmiddelgerelateerde symptomen (androgenen, valproinezuur, cyclosporine en andere geneesmiddelen)

## Behandeling

### Toegenomen lichaamsbeharing en acne
Een gebruikelijke behandeling is die met een anticonceptiepil die een combinatie van een oestrogeen en een progestageen bevat. De keus van de pil is belangrijk; het progestageen dat het bevat, mag bij voorkeur geen androgene effecten vertonen.
Flutamide is effectief tegen overmatige lichaamsbeharing maar heeft potentieel ook fikse bijwerkingen.

### Verminderde of ontbrekende menstruatie
De cyclus kan regelmatiger worden door het gebruik van de pil. Wanneer je de pil gebruikt zal er geen eisprong optreden en kun je ook niet zwanger raken. Wanneer je stopt met de pil kun je weer onregelmatig ongesteld worden.
Veranderingen in levensstijl, zoals gewichtsverlies bij overgewicht en aankomen bij ondergewicht, gecombineerd met gezonde voeding, kunnen een positief effect hebben op de cyclus en de vruchtbaarheid. Daarnaast heeft een verlaging van de insulinespiegel ook een gunstig effect op de cyclus en de vruchtbaarheid. De insulinespiegel kan onder andere worden verlaagd door het gebruik van metformine.
Indien vruchtbaarheid niet wordt bereikt met gewichtsverlies en metformine, kan men een hormoonbehandeling overwegen. De eisprong kan weer op gang gebracht worden door het middel clomifeen, eventueel gevolgd door een behandeling met follikelstimulerend hormoon. In de praktijk gebeurt dit via onderhuidse inspuitingen van Menopur*.

### Insulineweerstand, glucose-intolerantie en diabetes type 2
Gewichtvermindering is belangrijk bij aan diabetes type 2 gerelateerde problemen, zoals insulineweerstand en glucose-intolerantie. Vaak worden geneesmiddelen gebruikt om het gunstige effect van gewichtsvermindering te versterken. Men heeft dan de keus uit metformine, tolbutamide, glibenclamide en de middelen uit de groep van thiazolidinedionen die mogelijk ernstige (cardiale) bijwerkingen veroorzaken (bijvoorbeeld pioglitazon (Actos) of rosiglitazon (Avandia)). Ook is er een natuurlijk middel beschikbaar om de insulinegevoeligheid te verbeteren. Het gaat hier om het metaboliet D-Chiro Inositol, dat ook in voeding zoals boekweit en carob aanwezig is. Bij het gebruik van D-chiro Inositol zijn geen bijwerkingen bekend.